# Aegagropila linnaei
Aegagropila linnaei, meglio conosciuto come alga palla, è un'alga verde pluricellulare appartenente alla famiglia delle Cladophoraceae, diffusa nell'emisfero boreale.
Chiamata in giapponese Marimo (毬藻 - Mari-Mo ossia Mari palla e Mo indica generalmente le piante d'acqua), è conosciuta anche come Cladofora o sasso-pianta o alga a palla. Il nome si riferisce alla forma tipica di queste alghe che quando si sviluppano formano grandi sfere verdi dalla superficie vellutata. Le colonie di tali sfere sono conosciute soltanto in Islanda, Giappone e dalla Siberia all'Estonia, mentre sono state introdotte dall'uomo in Australia.

## Classificazione
Queste colonie di alghe vennero scoperte negli anni 20 del XIX secolo dal dott. Anton E. Sauter nel Lago Zeller, in Austria. Il genere Aegagropila venne stabilito da Kützing (1843) classificando la formazione sferica come specie, chiamata Aegagropila linnaei. 

Sei anni più tardi lo stesso Kützing trasferì le specie dal genere Aegagropila al genere Cladophora.
Successivamente, A. linnaei venne inserita nel genere Cladophora con il nome di Cladophora aegagropila da Rabenhorst e successivamente classificata come C. sauteri da Kütz.
Nel 2002 venne effettuata un'approfondita ricerca, compresa di esami del DNA, che accertò la presenza di chitina nelle pareti delle cellule, rendendo l'alga non assimilabile nel genere Cladophora.

## Nomenclatura
La pianta è stata chiamata "marimo" dal botanico giapponese Takiya Kawakami nel 1898. Mari in lingua giapponese significa biglia, mentre Mo è un termine generico per le piante che crescono in acqua.
I nomi in Ainu sono tōrasanpe (fantasma del lago) e tōkarippu (cosa che rotola nel fango).
A volte l'alga marimo è venduta nei negozi di acquariofilia con il nome di "Muschio a sfera giapponese" anche se l'Aegagropila linnaei non è muschio.
In Islanda sono denominate kúluskítur dai pescatori locali (kúla = sfera e skítur = qualsiasi genere di erbaccia che rimane impigliata nelle reti da pesca).

## Descrizione
Quest'alga si presenta come un insieme di molti fusti sottilissimi pluricellulari (con un comune microscopio è possibile osservarne la struttura, arrivando ai cloroplasti) con un colore dal verde brillante al verde scuro. Queste alghe non presentano radici e assorbono tutte le sostanze a loro necessarie tramite il fusto.
Studi scientifici hanno dimostrato che assorbono una gran quantità di nitriti, nitrati e componenti ammonici nell'acqua, rilasciando una grande quantità di ossigeno sotto forma di bollicine visibili sugli steli.
Può svilupparsi sul fondo fangoso dei laghi, formando un compatto tappeto orizzontale, oppure può ricoprire rocce e legni sommersi. Tuttavia, la forma più conosciuta è quella sferica (egagropili), dovuta ad un ammasso di fusti che si sviluppano radialmente da un "cespo" libero nell'acqua.
Il movimento dell'acqua consente alle alghe di acquisire una forma sferica, garantendo a tutti i fusti una sufficiente ossigenazione e illuminazione.
Durante il giorno le sfere galleggiano a pelo d'acqua poiché la fotosintesi produce ossigeno che le trascina verso la superficie.

## Leggenda
L'alga Marimo è legata a una leggenda giapponese che ha contribuito alla sua fama, nonché alla sua diffusione a livello commerciale. La leggenda narra la storia di Menabe e Senato, due giovani di una tribù Ainu che non vedendosi riconoscere la possibilità di vivere la propria unione da parte del capo tribù, padre della principessa Senato, decisero di fuggire assieme. Qui le varie fonti differiscono sulla sorte dei due, sostenendo alternativamente che i ragazzi in fuga caddero o si gettarono nel lago Akan, o che si stanziarono semplicemente a vivere sulle sue sponde.
Il finale della leggenda è comunque concorde sul fatto che, grazie all'intervento degli spiriti, le anime dei due continuarono a vivere sotto forma di alga palla Marimo, in modo da poter sopravvivere nelle acque fredde del lago.
Questa leggenda fa sì che l'Aegagropila linnaei sia considerata in Giappone come un regalo da scambiarsi tra innamorati o tra familiari, come simbolo di amore persistente nel tempo. L'alga Marimo si è diffusa come dono e come decorazione di interni anche al di fuori del Giappone, venendo venduta in vasetti di vetro pieni d'acqua.
Fin dal 1950 l'alga viene celebrata nel Festival di Marimo che si svolge ogni autunno presso il lago Akan con una sfilata di torce e balli e canti tradizionali Ainu.